# أندوان
أندوان هي قرية في مقاطعة أصفهان، إيران. عدد سكان هذه القرية هو 849 في سنة 2006.